# Morehouse Parish
Morehouse Parish (franska: Paroisse de Morehouse) är ett administrativt område, parish, i delstaten Louisiana, USA. År 2010 hade området 27 979 invånare. Den administrativa huvudorten är Bastrop.

## Geografi
Enligt United States Census Bureau har countyt en total area på 2 085 km². 2 057 av den arean är land och 28 km² är vatten.

### Angränsande områden
- Union County, Arkansas - nordväst
- Ashley County, Arkansas - norr
- Chicot County, Arkansas - nordost
- West Carroll Parish - öster
- Richland Parish - sydost
- Ouachita Parish - sydväst
- Union Parish - väster

### Orter
- Bastrop (huvudort)
- Bonita
- Collinston
- Mer Rouge
- Oak Ridge